# Prodotti derivati dal petrolio

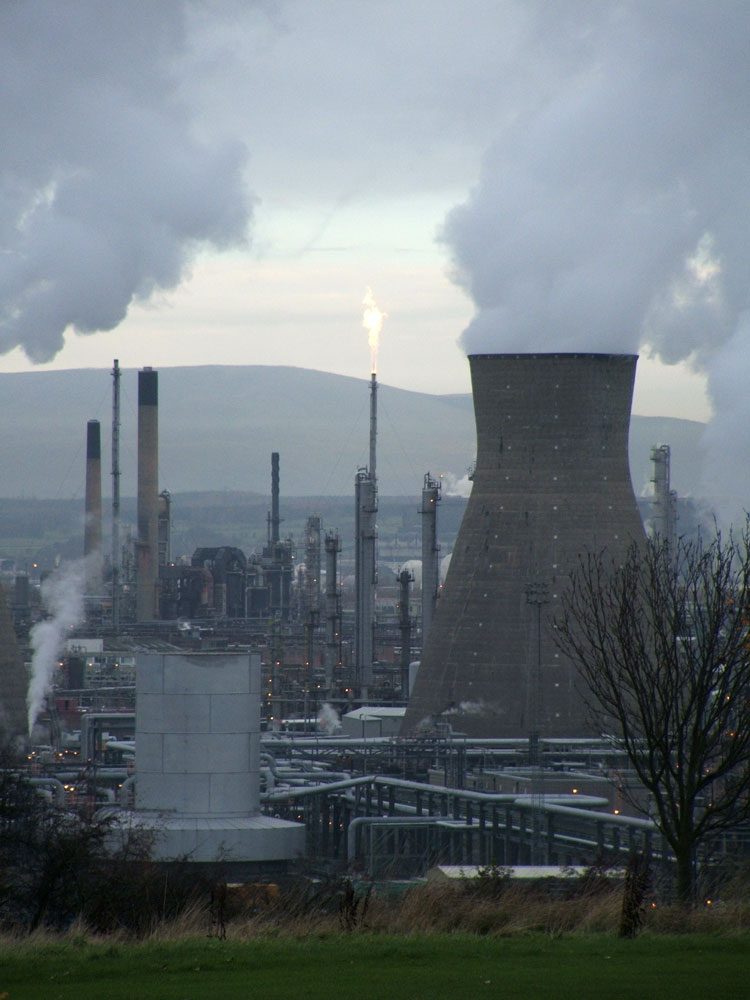
Una raffineria a Grangemouth, Scozia.

I prodotti derivati dal petrolio vengono ottenuti tramite raffinazione del greggio.
A seconda della composizione del greggio e della domanda, le raffinerie possono produrre derivati del petrolio in quantità differenti, anche se la maggior parte della raffinazione è orientata alla produzione di carburanti: olio combustibile e benzina.
Tra i prodotti raffinati di notevole importanza ha la produzione di sostanze chimiche per la realizzazione di materie plastiche ed altri materiali.
Poiché il petrolio contiene una quantità variabile di zolfo, tramite raffinerie è possibile ricavare anche quest'ultimo; è inoltre possibile ricavare idrogeno e carbonio (sotto forma di coke petrolifero). L'idrogeno può anche essere prodotto durante il reforming.

## Maggiori prodotti creati dalla raffinazione del petrolio

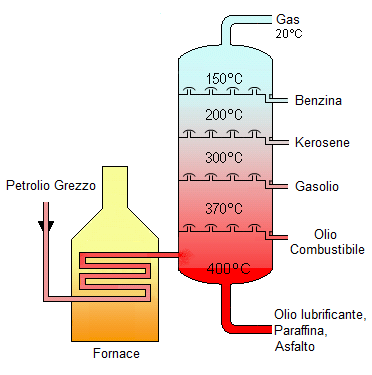
Schema semplificato della distillazione del petrolio con indicati i principali prodotti della distillazione.

- Gas petrolio liquefatto (GPL)
- Gasolio
- Benzina
- Cherosene
- Oli combustibili
- Oli lubrificanti
- Paraffina
- Bitume
- Catrame
- Asfalto

## Altri prodotti
Tra i prodotti della raffinazione si contano fra gli altri:
- Carburanti gassosi come il propano, immagazzinato e distribuito in forma liquida.
- Carburanti liquidi misti (come le benzine speciali o il cherosene per aerei), distribuiti agli utenti finali tramite oleodotti (ad esempio aeroporti), treni, chiatte o autocisterne.
- Lubrificanti per autovettura, olio motore e grasso tramite aggiunta di stabilizzatori di viscosità quando necessario.
- Paraffina, usata come componente della cera per candele e altri usi. Viene solitamente spedita agli impianti di produzione in contenitori.
- Zolfo (o acido solforico), prodotto dalla desolforazione dei carburanti, viene solitamente inviato per mezzo di ferrocisterne agli impianti chimici.
- Asfalto - usato come aggregante nella produzione di conglomerati bituminosi per manti stradali. Esso viene trasferito, ad una determinata temperatura, per mezzo di carri cisterna e navi.
- Coke da petrolio utilizzato come combustibile solido e per la preparazione di elettrodi.
- Prodotti di base per l'industria petrolchimica, vengono inviati alle industrie specializzate per la produzione di concimi chimici, materie plastiche, elastomeri. Fra essi si ricordano gli alcheni e alcuni idrocarburi policiclici aromatici.

## Attività connesse alla produzione dei derivati dal petrolio
Le raffinerie, oltre a produrre derivati eventualmente tramite aggiunta di additivi e catalizzatori, si occupano dell'immagazzinamento a breve termine e delle prime fasi della distribuzione.